# Jan Włodarkiewicz
Jan Włodarkiewicz (Varsavia, 28 maggio 1900 – Leopoli, 19 marzo 1942) è stato un militare polacco, tenente colonnello dell'esercito polacco e combattente per la libertà (nomi di battaglia Damian, Darwicz e Odważny) durante la seconda guerra mondiale. È noto come primo comandante del Wachlarz, il primo servizio segreto formato da un'organizzazione di resistenza clandestina nell'Europa occupata.

## Biografia
Jan Włodarkiewicz è nato il 28 maggio 1900 a Varsavia. Diplomato al prestigioso ginnasio Stanisław Staszic di Varsavia, in gioventù Włodarkiewicz ha preso parte a diverse organizzazioni giovanili anti-zariste. Dopo lo scoppio della prima guerra mondiale si unì all'Organizzazione militare polacca clandestina, dove ricevette l'addestramento militare di base.
Dopo la guerra rimase nella dell'esercito polacco e dal 1918 servito in tutti i conflitti combattuti in Polonia. Inizialmente nel 27º reggimento polacco Uhlan di base a Nieśwież, nel 1929 è stato assegnato al personale del 9ª Brigata Indipendente di Cavalleria a Baranowicze. Nel 1930 fu assegnato al Centro per l'addestramento di cavalleria a Grudziądz. Nel 1935 fu promosso rotmistrz (capitano di cavalleria).
Da allora fino allo scoppio della seconda guerra mondiale ha prestato servizio nello Stato Maggiore polacco come ufficiale, responsabile dell'addestramento della cavalleria polacca delle unità di riserva. In realtà prestò servizio nel Comando Speciale incaricato di organizzare la guerriglia partigiana, i diversivi ed il sabotaggio ferroviario del 2º Reparto di Stato Maggiore Polacco.
Dopo l'occupazione della Polonia del 1939, gli fu ordinato di supervisionare la creazione di varie unità di cavalleria di riserva nel Centro di riserva di cavalleria a Garwolin. Il 15 settembre formò uno squadrone di cavalleria composto da predoni e avanzi di varie unità. Insieme all'unità, si unì alla 41ª divisione di fanteria polacca e combatté nei ranghi dell'esercito di Lublino. Per i suoi meriti fu promosso maggiore e riuscì a sopravvivere alla sconfitta insieme alla sua unità. Dopo la sconfitta polacca nella battaglia di Kock, che pose fine alla campagna polacca, inizialmente voleva sfondare la Varsavia assediata e poi, dopo la sua caduta, in Ungheria o in Romania. Tuttavia, la cooperazione sovietico-tedesca gli impedì di avvicinarsi al confine e il 15 ottobre, 10 giorni dopo la capitolazione dell'ultima grande unità polacca ai tedeschi, sciolse l'unità sotto il suo comando nel villaggio di Mrozy.
Włodarkiewicz e la maggior parte dei suoi uomini nascosero le armi e fecero irruzione a Varsavia. Lì, nel novembre 1939, Włodarkiewicz incontrò il suo compagno di guerra e vice, Witold Pilecki. Insieme diedero vita all'Esercito segreto polacco, uno dei primi movimenti di resistenza in Polonia e nell'Europa occupata. Nel 1940, l'organizzazione si sciolse in una più ampia fusione di gruppi di resistenza, la Confederazione della Nazione e Włodarkiewicz assunsero il comando militare sulle forze di quest'ultima organizzazione. Nell'estate di quell'anno incontrò Stefan Rowecki, comandante di Związek Walki Zbrojnej (ZWZ), predecessore di Armia Krajowa. Insieme formarono il Wachlarz, un'organizzazione separata deditas al sabotaggio e all'intelligence tra il confine orientale polacco prebellico e il fronte orientale tedesco. Włodarkiewicz fu nominato comandante dell'organizzazione e nel settembre 1941 si unì alla ZWZ. Insignito delgrado di Tenente Colonnello, nel marzo 1942 partì per Lwów, dove progettava di visitare la rete locale del 1° Settore della Wachlarz. Tuttavia, poco dopo il suo arrivo, il 19 marzo 1942 morì in circostanze sconosciute.